# Sonsorolais
Le sonsorolais (autonyme : dongosaro ou ramari dongosaro) est une langue micronésienne parlée sur l'île de Sonsorol, sur celle de Pulo Anna et des îles Merir, aux Palaos ainsi qu'aux îles Mariannes du Nord. Elle est parlée dans l'ensemble de l'État de Sonsorol par environ 60 personnes (aux Palaos), sans doute davantage avec les Sonsorolais émigrés. Cette langue ressemble beaucoup à une autre langue des Palaos, le tobi bien qu'elle en soit distincte. Elle est proche du woleaïen parlé à Chuuk.
À Koror, au moins 300 personnes le parlent, notamment dans le village d'Echang, pas très loin du centre-ville. Tous ces locuteurs sont bilingues (paluan ou anglais) notamment les jeunes, étant donné que seulement une vingtaine d'anciens subsistent. Seulement 30 habitants demeurent à Sonsorol, une dizaine à Pulo Anno et cinq à Merir. Grâce à l'organisation fédérale des Palaos, il a le statut de langue officielle à Sonsorol même si la plupart des documents sont écrits en anglais. Dans chaque île existe un dialecte différent du sonsorolais, notamment en phonologie. La proximité avec le tobi est augmentée par le fait que les expatriés vivent dans le même village d'Echang, s'y mélangent et s'y marient, d'où la convergence récente.
Avant tout une langue orale, le sonsorolais est rarement écrit, à l'exception de la constitution de l'État et certaines parties de la Bible.

## Dialectes
Glottolog liste deux dialectes :
- pulo anna
- sonsorolais à proprement parler